# Etna
 Denne artikel omhandler vulkanen Etna. Opslagsordet har også en anden betydning, se Etna (flod).
Etna (tidligere også kaldt/skrevet Ætna) er en aktiv vulkan beliggende på den østlige side af  Sicilien i Italien ca. 20 km fra kysten tæt ved byerne Messina og Catania. Vulkanen er 3.357 m høj, hvilket er tre gange Vesuvs højde. Inden nutidens luftforurening satte ind, kunne Etna ses fra Malta. Etna er en meget aktiv vulkan, og der går sjældent mange år mellem dens udbrud.

## Verdensarv fra 2013
I 2013 erklærede UNESCO, at Etna skal være verdensarv.

## Vulkantype
Etna er en meget eksplosiv vulkan, da den ligger oven på den afrikanske kontinentalplades neddykning (subduktion). Det vil sige, at den magma, som kommer, også er produceret af den underskudte kontinentalplade, hvilket gør, at magmaen har en mere sejtflydende konsistens. Den sejtflydende magma bevirker, at gasarterne har sværere ved at undslippe under vulkanens udbrud. 
En anden faktor, som spiller en væsentlig rolle i Etnas aggressive, vulkanske aktivitet, er, at den menes at udvikle sig hen mod at blive en hot-spot-vulkan. I hot-spot-vulkaner foregår der en konstant opsendelse af magma fra jorden. Den har således været i næsten konstant udvikling gennem de sidste 3000 år. Dette gør, at udbruddene opstår med få, op til 10 års mellemrum, hvilket gør Etna til en særdeles hyppigt udbrydende vulkan. 

## Udbrud
Det største udbrud i Etnas historie er det, som forekom i 1669. 
Etnas udbrud sker for det meste ved, at lavaen eksploderer i fontæner op af topkrateret. Andre gange løber lavaen dog bare langsomt ned langs vulkanens sider. De værste udbrud sker, når gastrykket ikke er stort nok til at sprøjte lavaen op i gennem krateret, men i stedet slår et hul i siden af vulkanen i 500-2000 m højde. Dette medfører, at lavaen kommer meget nærmere de beboede byer, som ligger omkring Etna og derved skaber større fare ved udbrud.

## Opbygning
Den nederste del af Etna er opbygget som en skjoldvulkan, mens den øvre er stejlere stratovulkan (kegleformet). Den lavatype, som Etna udgyder, er den samme som den, der forefindes i jordens kappe.  Dog er der natrium- og kalkaflejringer i den, og samtidig bliver den blandet med basaltlava, når den strømmer op gennem den øverste del af jordens skorpe.

## Eksterne links
- Se vulkanen Etnas dramatiske udbrud. Videnskab.dk Arkiveret 8. juli 2013 hos  Wayback Machine
- Why Does Italy's Mount Etna Keep Erupting Livescience Arkiveret 4. marts 2016 hos  Wayback Machine

37°45′4″N 14°59′45″Ø / 37.75111°N 14.99583°Ø